# 王孫熙
王孫熙（1561年—？），字君文，號镜如，直隸華亭縣（今屬上海市）人，明朝政治人物。

## 生平
萬曆十六年（1588年）戊子科應天鄉試第二十九名舉人，二十三年（1595年）成乙未科會試第五十七名，廷試三甲第一百三十八名進士，禮部觀政，十二月授福建侯官县知县，二十六年考察調簡，二十九年三月補浙江天台县，入为大理寺评事。歴任至台州府知府，致仕歸。

## 家族
曾祖王钺。祖王渭。父王朝松。母毛氏。慈侍下。子王元瑞（庚子舉人）、元瑛、元瓒、元瑜、元瑾。